# Tam Hạp
Tam Hạp (tiếng Trung: 三峽區; bính âm Hán ngữ: Sānxiá Qū; bính âm thông dụng: Sansiá Cyu) là một khu (quận) của thành phố Tân Bắc, Trung Hoa Dân Quốc (Đài Loan).